# جوكا تورونن
جوكا تورونن (بالفنلندية: Jukka Turunen)‏ هو لاعب كرة قدم فنلندي في مركز الهجوم، ولد في 29 يناير 1964 في كووبيو في فنلندا. شارك مع منتخب فنلندا لكرة القدم. أما مع النوادي، فقد لعب مع كووبيون بالوسيورا وميبا.

## وصلات خارجية
- جوكا تورونن على موقع قاعدة بيانات كرة القدم.إي يو (الإنجليزية)
- جوكا تورونن على موقع ناشيونال فوتبول تيمز (الإنجليزية)
- جوكا تورونن على موقع عالم كرة القدم.نت (الإنجليزية)